# Montagut i Oix
Pour les articles homonymes, voir Montagut.
Montagut i Oix est une commune de la province de Gérone, en Catalogne, en Espagne dans la comarque de Garrotxa.

## Géographie

### Localisation
La commune se trouve dans le Parc naturel de la zone volcanique de la Garrotxa dans les Pyrénées.

### Communes limitrophes
| Camprodon                                    | Lamanère (France)     | Albanyà                   |
| La Vall de Bianya                            | Montagut i Oix        | Sales de Llierca Tortellà |
| Sant Joan les Fonts Castellfollit de la Roca | Sant Jaume de Llierca | Argelaguer                |

### Géologie et relief
Le Puig del Comanegra domine le territoire communal à 1 558 mètres d'altitude. Le pic de Bassegoda marque la frontière avec Albanyà.

## Histoire
Autrefois dénommée Montagut del Fluvià, en raison du fleuve qui la traverse, la commune de Montagut inclut depuis 1972 l'ancien territoire de Oix. L'appellation officielle devint ainsi Montagut i Oix à partir du 15 novembre 2002.

## Démographie
| 1991 | 1996 | 2001 | 2004 | 2006 |
| ---- | ---- | ---- | ---- | ---- |
| 774  | 771  | 824  | 858  | 903  |

### Lieux de peuplement
Els Angles, Carrera, El Cos-la Cometa, Fluvià, Llierca, Monars, Montagut, Oix, Sant Eudald, Sant Miquel de Pera, Santa Bàrbara de Pruneres, Talaixà, Toralles, Els Vilars

## Lieux et monuments

### Les plus importants
- Paroisse de San Pedro de Montagut (Xe siècle)
- Église San Lorenzo de Oix (romane)
- Monastère de San Aniol d'Aguja : fondé en 859 por l'abbé Racimir

### Autres églises romanes déclarées monuments historico-artistiques
- Santa Maria del Cos
- San Eudaldo de Jou
- Santa Bárbara de Pruneres
- San Feliu del Riu
- San Miguel de Hortmoier
- San Miguel de la Pedra
- Santa María de Escales
- Nuestra Señora de les Agulles